# Chico ou o País da Delicadeza Perdida
Chico ou o País da Delicadeza Perdida é um documentário de cinquenta minutos produzido pela Videofilmes, em 1989, para uma rede de televisão francesa. Dirigido por Walter Salles, o vídeo possui depoimentos de Chico Buarque sobre música brasileira, sobre as condições sociais e políticas no Brasil e sobre a própria carreira. Também há trechos do show que Chico apresentava na época, em paralelo a um ensaio que mostra a violência e miséria no Rio de Janeiro.